# Дамчо Дорджи
Дамчо Дорджи (англ. Damcho Dorji; род. в 1965 году) — бутанский политик, занимавший пост министра иностранных дел Бутана с 2015 по 2018 год. С 2006 по 2007 год занимал должность генерального прокурора Бутана.

## Биография
Дамчо Дорджи учился в средней школе Пунакха, а затем получил степень бакалавра в Колледже Шерубце. Также Дорджи учился в аспирантуре государственного юридического колледжа в Мумбаи и в Джорджтаунском университете в Вашингтоне.
С 2006 по 2007 год Дорджи являлся генеральным прокурором Бутана. Дамчо Дорджи — член Народно-демократической партии, на выборах 2008 года был впервые избран в Национальную ассамблею Бутана. После своего переизбрания в 2013 году премьер-министр Церинг Тобгай назначил Дорджи министром внутренних дел и культуры. В августе 2015 года занял пост министра иностранных дел.